# Кигазы (приток Быстрого Таныпа)
Кигазы (Игазе; баш. Ҡыйғаҙы) — река в Республике Башкортостан, течёт по территории Балтачевского и Бураевского районов. Устье реки находится на высоте 87 м над уровнем моря в 178 км по левому берегу Быстрого Таныпа. Длина реки — 18 км.
Название баш. Ҡыйғаҙы происходит от диал. ҡый — «чистая» и древнебашк. ғаҙы — «река, речка»

## Данные водного реестра
По данным государственного водного реестра России относится к Камскому бассейновому округу, водохозяйственный участок реки — Белая от города Бирск и до устья, речной подбассейн реки — Белая. Речной бассейн реки — Кама.
Код водного объекта в государственном водном реестре — 10010201612111100025964.